# 涌泉街道 (郴州市)
涌泉街道是中华人民共和国湖南省郴州市北湖区下辖的一个街道办事处。

## 行政区划
涌泉街道下辖以下村级行政区划单位：
涌泉社区、新塘冲社区和柏树下社区。